# Список Героев Советского Союза (Коваленко — Колдубов)
В настоящем списке представлены в алфавитном порядке все Герои Советского Союза, чьи фамилии начинаются с буквы «К» (всего 1760 человек, из которых 22 удостоены звания дважды и один — И. Н. Кожедуб — трижды). Список содержит даты Указов Президиума Верховного Совета СССР о присвоении звания, информацию о роде войск, должности и воинском звании Героев на дату представления к присвоению звания Героя Советского Союза, годах их жизни.
Ударения в фамилиях Героев приведены по книге «Герои Советского Союза: Краткий биографический словарь / Пред. ред. коллегии И. Н. Шкадов. — М.: Воениздат, 1987. — Т. 1 /Абаев — Любичев/. — 911 с. — 100 000 экз. — ISBN отс., Рег. № в РКП 87-95382.».
- Персиковым цветом  в таблице выделены Герои, удостоенные звания дважды и более раз.
- Серым цветом  в таблице выделены Герои, представленные к званию посмертно.

| Навигационная таблица | Навигационная таблица                |
| --------------------- | ------------------------------------ |
| «К»                   | Кабак Николай — Калинин Николай      |
| «К»                   | Калинин Степан — Кармацкий Владимир  |
| «К»                   | Кармацкий Тимофей — Кживонь Анеля    |
| «К»                   | Киба Григорий — Клевцов Сергей       |
| «К»                   | Клейбус Фёдор — Коваленко Сергей     |
| «К»                   | Коваленко Юрий — Колдубов Михаил     |
| «К»                   | Колдунов Александр — Компанеец Фёдор |
| «К»                   | Компаниец Алексей — Копытин Михаил   |
| «К»                   | Копытов Михаил — Корчагин Лев        |
| «К»                   | Корчак Иосиф — Котов Николай         |
| «К»                   | Котов Сергей — Краснов Анатолий      |
| «К»                   | Краснов Виктор — Крюков Василий      |
| «К»                   | Крюков Владимир — Кузнецов Николай   |
| «К»                   | Кузнецов Павел — Кунавин Григорий    |
| «К»                   | Кунгурцев Евгений — Кянжин Пантелей  |

| № п/п | Фамилия Имя Отчество                                                         | Дата Указа                       | Род войск         | Должность | Звание                                          | Годы жизни              | БС ГС НЛ                        |
| ----- | ---------------------------------------------------------------------------- | -------------------------------- | ----------------- | --- | ----------------------------------------------- | ----------------------- | ------------------------------- |
| 584   | Ковале́нко Юрий Семёнович укр. Коваленко Юрій Семенович                       | 05.05.1989                       | морской флот      | офицер 12-го отдела гидронавтов-исследователей 19-го Центра Министерства обороны СССР | капитан 1-го ранга                              | 08.05.1942 — 11.09.2007 | ——                              |
| 585   | Ковалёнок Владимир Васильевич бел. Кавалёнак Уладзімір Васільевіч            | 02.11.1978 26.05.1981            | космонавт         | командир экипажа космического корабля «Союз-29» и орбитальной станции «Салют-6» командир экипажа космического корабля «Союз Т-4» и орбитальной станции «Салют-6» | полковник                                       | род. 03.03.1942         | ——                              |
| 586   | Кова́ль Александр Моисеевич укр. Коваль Олександр Мойсейович                  | 28.04.1945                       | артиллерия        | командир дивизиона 23-го гвардейского артиллерийского полка 4-й гвардейской стрелковой дивизии 4-й гвардейской армии 3-го Украинского фронта | майор                                           | 03.06.1913 — 26.02.2005 | [ БС 2 ] [ ГС 3 ] [ НЛ 1 ]      |
| 587   | Кова́ль Дмитрий Иванович укр. Коваль Дмитро Іванович                          | 24.05.1943                       | авиация           | старший лётчик 45-го истребительного авиационного полка 216-й смешанной авиационной дивизии 4-й воздушной армии Северо-Кавказского фронта | лейтенант                                       | 25.02.1918 — 08.05.1943 | [ БС 2 ] [ ГС 4 ] [ НЛ 2 ]      |
| 588   | Кова́ль Иван Иванович укр. Коваль Іван Іванович                               | 15.01.1940                       | танкист           | техник 91-го отдельного танкового батальона 20-й тяжёлой танковой бригады имени С. М. Кирова 7-й армии Северо-Западного фронта | воентехник 2-го ранга                           | 27.05.1910 — 23.12.1996 | ——                              |
| 589   | Кова́ль Иван Нестерович рум. Covali Ivan                                      | 26.10.1943                       | артиллерия        | командир орудия 158-го гвардейского артиллерийского полка 78-й гвардейской стрелковой дивизии 7-й гвардейской армии Степного фронта | гвардии сержант                                 | 28.05.1920 — 05.02.1980 | [ БС 2 ] [ ГС 6 ] [ НЛ 3 ]      |
| 590   | Кова́ль Ксенофонт Епифанович укр. Коваль Ксенофонт Єпіфанович                 | 24.03.1945                       | пехота            | стрелок 610-го стрелкового полка 203-й стрелковой дивизии 53-й армии 2-го Украинского фронта | красноармеец                                    | 1903 — 21.11.1944       | [ БС 2 ] [ ГС 7 ] [ НЛ 4 ]      |
| 591   | Кова́льский Антон Филиппович укр. Ковальський Антон Пилипович                 | 23.09.1944                       | инженер           | сапёр 134-го гвардейского отдельного сапёрного батальона 11-го гвардейского танкового корпуса 1-й гвардейской танковой армии 1-го Украинского фронта | гвардии ефрейтор                                | 1906 — 14.04.1945       | [ БС 3 ] [ ГС 8 ] [ НЛ 5 ]      |
| 592   | Кова́льчик Станислав Михайлович                                               | 18.08.1945                       | авиация           | командир эскадрильи 683-го штурмового авиационного полка 335-й штурмовой авиационной дивизии 3-й воздушной армии 1-го Прибалтийского фронта | капитан                                         | 24.07.1922 — 03.10.1985 | [ БС 3 ] [ ГС 9 ] [ НЛ 6 ]      |
| 593   | Ковальчу́к Дмитрий Андреевич укр. Ковальчук Дмитро Андрійович                 | 24.03.1945                       | пехота            | заместитель по строевой части командира батальона 1077-го стрелкового полка 316-й стрелковой дивизии 46-й армии 2-го Украинского фронта | капитан                                         | 01.06.1919 — 30.04.1958 | [ БС 3 ] [ ГС 10 ] [ НЛ 7 ]     |
| 594   | Ковальчу́к Иван Иванович укр. Ковальчук Іван Іванович                         | 06.03.1945                       | авиация           | штурман эскадрильи 30-го разведывательного авиационного полка ВВС Черноморского флота | капитан                                         | 18.01.1918 — 07.11.2001 | [ БС 3 ] [ ГС 11 ] [ НЛ 8 ]     |
| 595   | Кова́нев Иван Фёдорович                                                       | 19.08.1944                       | авиация           | командир эскадрильи 34-го гвардейского бомбардировочного авиационного полка 276-й гвардейской бомбардировочной авиационной дивизии 13-й воздушной армии Ленинградского фронта | гвардии майор                                   | 01.08.1910 — 13.05.2005 | [ БС 3 ] [ ГС 12 ] [ НЛ 9 ]     |
| 596   | Ко́вац Пётр Семёнович укр. Ковац Петро Семенович                              | 12.03.1942                       | авиация           | командир эскадрильи 129-го истребительного авиационного полка 47-й смешанной авиационной дивизии Западного фронта | старший лейтенант                               | 1913 — 21.08.1941       | [ БС 3 ] [ ГС 13 ] [ НЛ 10 ]    |
| 597   | Коваче́вич Аркадий Фёдорович укр. Ковачевич Аркадій Федорович                 | 15.05.1943                       | авиация           | командир эскадрильи 9-го гвардейского истребительного авиационного полка 268-й истребительной авиационной дивизии 8-й воздушной армии Южного фронта | гвардии старший лейтенант                       | 03.05.1919 — 28.11.2010 | [ БС 3 ] [ ГС 14 ] [ НЛ 11 ]    |
| 598   | Кове́шников Дмитрий Степанович                                                | 17.11.1943                       | пехота            | начальник штаба 1339-го горнострелкового полка 318-й горнострелковой дивизии 18-й армии Северо-Кавказского фронта | майор                                           | 26.10.1918 — 17.12.1998 | [ БС 4 ] [ ГС 15 ] [ НЛ 12 ]    |
| 599   | Ко́взан Борис Иванович                                                        | 24.08.1943                       | авиация           | лётчик 744-го истребительного авиационного полка 240-й истребительной авиационной дивизии 6-й воздушной армии Северо-Западного фронта | капитан                                         | 07.04.1922 — 30.08.1985 | [ БС 5 ] [ ГС 16 ] [ НЛ 13 ]    |
| 600   | Ковпа́к Сидор Артемьевич (Ковпак Сидор Артёмович) укр. Ковпак Сидір Артемович | 18.05.1942 04.01.1944            | партизан партизан | командир Путивльского партизанского отряда и соединения партизанских отрядов Сумской области | — генерал-майор                                 | 25.05.1887 — 11.12.1967 | [ БС 5 ] [ ГС 17 ] [ НЛ 14 ]    |
| 601   | Коври́жко Илья Павлович                                                       | 15.01.1944                       | пехота            | стрелок 218-го гвардейского стрелкового полка 77-й гвардейской стрелковой дивизии 61-й армии Центрального фронта | гвардии красноармеец                            | 1923 — 03.05.1945       | [ БС 5 ] [ ГС 18 ] [ НЛ 15 ]    |
| 602   | Ковро́в Фёдор Кузьмич бел. Каўроў Фёдар Кузьміч                               | 22.10.1937                       | танкист           | командир башни танка «Т-26» 4-й отдельной механизированной бригады в войсках Испанской Республики | младший комвзвод                                | 1912 — 09.07.1937       | ——                              |
| 603   | Ковту́н Василий Ефимович укр. Ковтун Василь Юхимович                          | 15.01.1944                       | пехота            | командир 10-й гвардейской отдельной разведывательной роты 12-й гвардейской стрелковой дивизии 61-й армии Центрального фронта | гвардии капитан                                 | 15.09.1921 — 30.01.1996 | [ БС 5 ] [ ГС 20 ] [ НЛ 16 ]    |
| 604   | Ковту́н Василий Семёнович укр. Ковтун Василь Семенович                        | 15.05.1946                       | артиллерия        | наводчик противотанкового ружья 902-го стрелкового полка 248-й стрелковой дивизии 5-й ударной армии 1-го Белорусского фронта | красноармеец                                    | 08.08.1920 — 05.06.2006 | [ БС 6 ] [ ГС 21 ] [ НЛ 17 ]    |
| 605   | Ковту́н Григорий Иванович укр. Ковтун Григорій Іванович                       | 20.04.1945                       | морской флот      | радист взвода связи 384-го отдельного батальона морской пехоты Одесской военно-морской базы Черноморского флота | старший краснофлотец                            | 25.09.1922 — 28.03.1944 | [ БС 7 ] [ ГС 22 ] [ НЛ 18 ]    |
| 606   | Ко́втун Карп Иванович (Ковтун Константин Иванович)                            | 31.12.1936                       | авиация           | командир отряда истребителей И-15 ВВС Испанской республики | лейтенант                                       | 15.05.1908 — 13.11.1936 | ——                              |
| 607   | Ковту́н Павел Максимович укр. Ковтун Павло Максимович                         | 15.01.1944                       | артиллерия        | командир взвода управления батареи 686-го артиллерийского полка 415-й стрелковой дивизии 61-й армии Центрального фронта | красноармеец                                    | 31.03.1913 — 29.03.1980 | [ БС 7 ] [ ГС 24 ] [ НЛ 19 ]    |
| 608   | Ко́втунов Георгий Никитович                                                   | 22.07.1944                       | артиллерия        | командир 138-го гвардейского артиллерийского полка 67-й гвардейской стрелковой дивизии 6-й гвардейской армии 1-го Прибалтийского фронта | гвардии подполковник                            | 26.05.1918 — 07.05.1987 | [ БС 7 ] [ ГС 25 ] [ НЛ 20 ]    |
| 609   | Ко́втюлев Дмитрий Филиппович                                                  | 30.01.1943                       | авиация           | командир эскадрильи 518-го истребительного авиационного полка 140-й истребительной авиационной дивизии ВВС Калининского фронта | младший лейтенант                               | 07.11.1918 — 01.10.1945 | [ БС 7 ] [ ГС 26 ] [ НЛ 21 ]    |
| 610   | Ковша́ров Иван Акимович бел. Каўшараў Іван Акімавіч                           | 17.12.1941                       | авиация           | штурман эскадрильи 225-го ближнебомбардировочного авиационного полка 3-й резервной авиационной группы 4-й отдельной армии | лейтенант                                       | 28.10.1911 — 21.02.1998 | [ БС 7 ] [ ГС 27 ] [ НЛ 22 ]    |
| 611   | Ковшо́ва Наталья Венедиктовна                                                 | 14.02.1943                       | пехота            | снайпер 528-го стрелкового полка 130-й стрелковой дивизии 1-й ударной армии Северо-Западного фронта | красноармеец                                    | 26.11.1920 — 14.08.1942 | [ БС 8 ] [ ГС 28 ] [ НЛ 23 ]    |
| 612   | Кодочи́гов Михаил Филиппович                                                  | 23.09.1944                       | артиллерия        | наводчик орудия 134-го артиллерийского полка 172-й стрелковой дивизии 13-й армии 1-го Украинского фронта | младший сержант                                 | 24.12.1924 — 18.11.1945 | [ БС 9 ] [ ГС 29 ] [ НЛ 24 ]    |
| 613   | Кожа́нов Василий Иванович                                                     | 19.04.1945                       | пехота            | командир 91-й гвардейской стрелковой дивизии 5-го гвардейского стрелкового корпуса 39-й армии 3-го Белорусского фронта | гвардии полковник                               | 22.03.1904 — 24.11.1988 | [ БС 9 ] [ ГС 30 ] [ НЛ 25 ]    |
| 614   | Кожа́нов Николай Павлович                                                     | 07.04.1940                       | артиллерия        | командир орудия 271-го мотострелкового полка 17-й мотострелковой дивизии 13-й армии Северо-Западного фронта | младший комвзвод                                | 25.12.1909 — 25.08.1956 | [ БС 9 ] [ ГС 31 ] [ НЛ 26 ]    |
| 615   | Кожа́нов Пётр Павлович                                                        | 23.10.1942                       | комиссар          | военный комиссар эскадрильи 4-го гвардейского истребительного авиационного полка 1-й гвардейской истребительной авиационной дивизии ВВС Балтийского флота | старший лейтенант                               | 08.09.1917 — 22.04.1943 | [ БС 9 ] [ ГС 32 ] [ НЛ 27 ]    |
| 616   | Кожа́р Илья Павлович бел. Кожар Ілья Паўлавіч                                 | 01.01.1944                       | партизан          | активный участник партизанской борьбы в Белоруссии, командир Гомельского партизанского соединения и секретарь Гомельского подпольного областного комитета КП(б)Б | —                                               | 03.08.1902 — 13.10.1967 | [ БС 9 ] [ ГС 33 ] [ НЛ 28 ]    |
| 617   | Кожеберге́нов Алиаскар (Кожебергенов Аскар) каз. Қожабергенов Әлиасқар        | 21.07.1942                       | пехота            | стрелок 1075-го стрелкового полка 316-й стрелковой дивизии 16-й армии Западного фронта | красноармеец                                    | 1917 — 16.11.1941       | [ БС 9 ] [ ГС 34 ] [ НЛ 29 ]    |
| 618   | Коже́вников Анатолий Леонидович                                               | 27.06.1945                       | авиация           | заместитель командира 212-го гвардейского истребительного авиационного полка 22-й гвардейской истребительной авиационной дивизии 2-й воздушной армии 1-го Украинского фронта | гвардии майор                                   | 12.03.1917 — 05.12.2010 | [ БС 9 ] [ ГС 35 ] [ НЛ 30 ]    |
| 619   | Кожеду́б Иван Никитович укр. Кожедуб Іван Микитович                           | 04.02.1944 19.08.1944 18.08.1945 | авиация           | командир эскадрильи 240-го истребительного авиационного полка 302-й истребительной авиационной дивизии 4-го истребительного авиационного коруса 5-й воздушной армии Степного фронта заместитель командира 178-го гвардейского истребительного авиационного полка 14-й гвардейской истребительной авиационной дивизии 3-го гвардейского истребительного авиационного корпуса 5-й воздушной армии 2-го Украинского фронта заместитель командира 176-го гвардейского истребительного авиационного полка 16-й воздушной армии 1-го Белорусского фронта | старший лейтенант гвардии капитан гвардии майор | 08.06.1920 — 08.08.1991 | [ БС 10 ] [ ГС 36 ] [ НЛ 31 ]   |
| 620   | Кожемя́кин Иван Иванович                                                      | 21.03.1940                       | комиссар          | военный комиссар эскадрильи 44-го скоростного бомбардировочного авиационного полка 55-й бомбардировочной авиационной бригады 7-й армии Северо-Западного фронта | батальонный комиссар                            | 01.10.1908 — 23.07.2001 | [ БС 11 ] [ ГС 37 ] [ НЛ 32 ]   |
| 621   | Кожемя́кин Михаил Степанович                                                  | 27.06.1945                       | авиация           | штурман 38-го бомбардировочного авиационного полка 219-й бомбардировочной авиационной дивизии 2-й воздушной армии 1-го Украинского фронта | майор                                           | 24.01.1913 — 01.08.1995 | [ БС 11 ] [ ГС 38 ] [ НЛ 33 ]   |
| 622   | Кожемя́кин Пётр Павлович                                                      | 24.03.1945                       | инженер           | командир взвода 877-го отдельного сапёрного батальона 36-го стрелкового корпуса 31-й армии 3-го Белорусского фронта | старший сержант                                 | 27.06.1917 — 21.10.1983 | [ БС 11 ] [ ГС 39 ] [ НЛ 34 ]   |
| 623   | Ко́жин Павел Петрович                                                         | 24.03.1945                       | пехота            | стрелок 95-го гвардейского стрелкового полка 31-й гвардейской стрелковой дивизии 11-й гвардейской армии 3-го Белорусского фронта | гвардии красноармеец                            | 1924 — 26.03.1945       | [ БС 11 ] [ ГС 40 ] [ НЛ 35 ]   |
| 624   | Ко́жухов Василий Николаевич                                                   | 17.11.1939                       | пехота            | временно исполняющий должность командира батальона 24-го мотострелкового полка 36-й моторизованной стрелковой дивизии 1-й армейской группы | старший лейтенант                               | 13.03.1907 — 10.07.1939 | ——                              |
| 625   | Кожу́шкин Николай Алексеевич                                                  | 29.06.1945                       | авиация           | старший лётчик 75-го гвардейского штурмового авиационного полка 1-й гвардейской штурмовой авиационной дивизии 1-й воздушной армии 2-го Белорусского фронта | гвардии лейтенант                               | 16.10.1922 — 27.03.2003 | [ БС 11 ] [ ГС 42 ] [ НЛ 36 ]   |
| 626   | Коза́к Семён Антонович укр. Козак Семен Антонович                             | 26.10.1943 28.04.1945            | пехота генерал    | командир 73-й гвардейской стрелковой дивизии 7-й гвардейской армии Степного фронта командир 73-й гвардейской стрелковой дивизии 57-й армии 3-го Украинского фронта | гвардии полковник гвардии генерал-майор         | 23.05.1902 — 24.12.1953 | [ БС 12 ] [ ГС 43 ] [ НЛ 37 ]   |
| 627   | Коза́к Степан Лаврентьевич укр. Козак Степан Лаврентійович                    | 29.06.1945                       | пехота            | заместитель по строевой части командира 1191-го стрелкового полка 358-й стрелковой дивизии 94-го стрелкового корпуса 39-й армии 3-го Белорусского фронта | гвардии майор                                   | 1920 — 13.04.1945       | [ БС 13 ] [ ГС 44 ] [ НЛ 38 ]   |
| 628   | Козако́в Александр Фёдорович укр. Козаков Олександр Федорович                 | 26.10.1943                       | инженер           | сапёр 229-го гвардейского стрелкового полка 72-й гвардейской стрелковой дивизии 7-й гвардейской армии Степного фронта | гвардии красноармеец                            | 23.09.1907 — 28.08.1980 | [ БС 13 ] [ ГС 45 ] [ НЛ 39 ]   |
| 629   | Коза́чек Николай Абрамович укр. Козачок Микола Аврамович                      | 27.02.1945                       | пехота            | наводчик противотанкового ружья 177-го гвардейского стрелкового полка 60-й гвардейской стрелковой дивизии 5-й ударной армии 1-го Белорусского фронта | гвардии красноармеец                            | 26.08.1926 — 28.09.2008 | [ БС 13 ] [ ГС 46 ] [ НЛ 40 ]   |
| 630   | Козаче́нко Алексей Константинович укр. Козаченко Олексій Костянтинович        | 23.10.1943                       | пехота            | командир батальона 835-го стрелкового полка 237-й стрелковой дивизии 40-й армии Воронежского фронта | капитан                                         | 23.12.1921 — 13.11.1976 | [ БС 13 ] [ ГС 47 ] [ НЛ 41 ]   |
| 631   | Козаче́нко Пётр Константинович укр. Козаченко Петро Костянтинович             | 01.05.1943                       | авиация           | командир 249-го истребительного авиационного полка 217-й истребительной авиационной дивизии 4-й воздушной армии Северо-Кавказского фронта | майор                                           | 14.06.1914 — 18.03.1945 | [ БС 13 ] [ ГС 48 ] [ НЛ 42 ]   |
| 632   | Козачу́к Иван Фёдорович укр. Козачук Іван Федорович                           | 15.01.1944                       | кавалерия         | командир взвода конной разведки 215-го гвардейского стрелкового полка 77-й гвардейской стрелковой дивизии 61-й армии Центрального фронта | гвардии старшина                                | 26.05.1913 — 11.05.1986 | [ БС 13 ] [ ГС 49 ] [ НЛ 43 ]   |
| 633   | Козенко́в Василий Георгиевич                                                  | 19.04.1945                       | авиация           | командир эскадрильи 136-го гвардейского штурмового авиационного полка 1-й гвардейской штурмовой авиационной дивизии 1-й воздушной армии 3-го Белорусского фронта | гвардии старший лейтенант                       | 17.02.1923 — 07.04.1945 | [ БС 14 ] [ ГС 50 ] [ НЛ 44 ]   |
| 634   | Кози́ев Анатолий Гаврилович                                                   | 21.02.1944                       | пехота            | командир 256-й стрелковой дивизии 59-й армии Волховского фронта | полковник                                       | 01.05.1906 — 30.01.1985 | [ БС 15 ] [ ГС 51 ] [ НЛ 45 ]   |
| 635   | Ко́зин Нестор Дмитриевич (Козин Нестер Дмитриевич)                            | 29.05.1945                       | генерал           | командир 52-й гвардейской стрелковой дивизии 3-й ударной армии 1-го Белорусского фронта | гвардии генерал-майор                           | 28.10.1902 — 11.09.1992 | [ БС 15 ] [ ГС 52 ] [ НЛ 46 ]   |
| 636   | Козине́ц Пётр Дмитриевич укр. Козинець Петро Дмитрович                        | 24.03.1945                       | артиллерия        | командир орудия 125-го стрелкового полка 6-й стрелковой дивизии 53-й армии 2-го Украинского фронта | сержант                                         | 15.08.1910 — 11.11.1944 | [ БС 15 ] [ ГС 53 ] [ НЛ 47 ]   |
| 637   | Ко́зич Иван Семёнович бел. Козіч Іван Сямёнавіч                               | 21.04.1943                       | авиация           | заместитель командира эскадрильи 721-го истребительного авиационного полка 286-й истребительной авиационной дивизии 15-й воздушной армии Брянского фронта | старшина                                        | 03.03.1920 — 01.10.2000 | [ БС 15 ] [ ГС 54 ] [ НЛ 48 ]   |
| 638   | Козле́нко Пётр Алексеевич укр. Козленко Петро Олексійович                     | 15.05.1946                       | авиация           | штурман эскадрильи 24-го бомбардировочного авиационного полка 241-й бомбардировочной авиационной дивизии 3-го бомбардировочного авиационного корпуса 16-й воздушной армии 1-го Белорусского фронта | капитан                                         | 07.06.1916 — 23.03.1989 | [ БС 15 ] [ ГС 55 ] [ НЛ 49 ]   |
| 639   | Козли́тин Мефодий Михайлович                                                  | 29.08.1939                       | танкист           | старший механик-водитель танка 2-го отдельного танкового батальона 11-й лёгкой танковой бригады 1-й армейской группы | младший комвзвод                                | 07.04.1913 — 15.06.1986 | ——                              |
| 640   | Козло́в Александр Герасимович                                                 | 24.12.1943                       | артиллерия        | наводчик орудия 53-го гвардейского кавалерийского полка 15-й гвардейской кавалерийской дивизии 7-го гвардейского кавалерийского корпуса 61-й армии Центрального фронта | гвардии старший сержант                         | 06.02.1918 — 22.11.1943 | [ БС 16 ] [ ГС 57 ] [ НЛ 50 ]   |
| 641   | Козло́в Алексей Васильевич укр. Козлов Олексій Васильович                     | 04.02.1944                       | авиация           | штурман звена 118-й отдельной дальнеразведывательной авиационной эскадрильи 7-й воздушной армии Карельского фронта | старший лейтенант                               | 25.02.1913 — 16.06.1976 | [ БС 17 ] [ ГС 58 ] [ НЛ 51 ]   |
| 642   | Козло́в Арсентий Ефимович бел. Казлоў Арсенцій Яфімавіч                       | 24.03.1945                       | инженер           | командир отделения 258-го инженерно-сапёрного батальона 56-й инженерно-сапёрной бригады 4-й гвардейской армии 3-го Украинского фронта | старший сержант                                 | 23.02.1919 — 12.08.1971 | [ БС 17 ] [ ГС 59 ] [ НЛ 52 ]   |
| 643   | Козло́в Валентин Георгиевич                                                   | 27.06.1945                       | авиация           | командир эскадрильи 6-го бомбардировочного авиационного полка 219-й бомбардировочной авиационной дивизии 2-й воздушной армии 1-го Украинского фронта | майор                                           | 20.08.1917 — 17.09.1993 | [ БС 17 ] [ ГС 60 ] [ НЛ 53 ]   |
| 644   | Козло́в Валентин Тихонович                                                    | 31.01.1978                       | морской флот      | командир атомной подводной лодки «К-429» 10-й дивизии 2-й флотилии подводных лодок Тихоокеанского флота | капитан 1-го ранга                              | 03.03.1937 — 02.08.1989 | ——                              |
| 645   | Козло́в Василий Иванович бел. Казлоў Васіль Іванавіч                          | 01.09.1942                       | партизан          | активный участник партизанской борьбы в Белоруссии, командир Минского партизанского соединения и первый секретарь Минского подпольного обкома КП(б)Б | —                                               | 03.03.1903 — 02.12.1967 | [ БС 17 ] [ ГС 62 ] [ НЛ 54 ]   |
| 646   | Козло́в Виктор Дмитриевич                                                     | 21.03.1940                       | танкист           | командир танка 205-го отдельного разведывательного батальона 13-й лёгкой танковой бригады 7-й армии Северо-Западного фронта | старшина                                        | 07.09.1916 — 15.02.1995 | [ БС 18 ] [ ГС 63 ] [ НЛ 55 ]   |
| 647   | Козло́в Виктор Михайлович                                                     | 09.02.1944                       | артиллерия        | командир батареи 1693-го зенитно-артиллерийского полка 10-го танкового корпуса 40-й армии Воронежского фронта | старший лейтенант                               | 25.12.1919 — 29.11.1993 | [ БС 19 ] [ ГС 64 ] [ НЛ 56 ]   |
| 648   | Козло́в Владимир Васильевич                                                   | 18.08.1945                       | авиация           | командир звена 828-го штурмового авиационного полка 260-й штурмовой авиационной дивизии 4-й воздушной армии 2-го Белорусского фронта | младший лейтенант                               | 23.12.1923 — 08.01.2014 | [ БС 19 ] [ ГС 65 ] [ НЛ 57 ]   |
| 649   | Козло́в Григорий Филиппович                                                   | 27.06.1945                       | авиация           | заместитель командира — инспектор-лётчик по технике пилотирования и теории полётов 135-го штурмового авиационного полка 308-й штурмовой авиационной дивизии 2-й воздушной армии 1-го Украинского фронта | майор                                           | 12.03.1911 — 10.10.1984 | [ БС 19 ] [ ГС 66 ] [ НЛ 58 ]   |
| 650   | Козло́в Дмитрий Маркович                                                      | 29.10.1943                       | пехота            | командир группы разведчиков 44-й гвардейской отдельной разведывательной роты 42-й гвардейской стрелковой дивизии 40-й армии Воронежского фронта | гвардии младший сержант                         | 15.10.1920 — 19.09.1989 | [ БС 19 ] [ ГС 67 ] [ НЛ 59 ]   |
| 651   | Козло́в Дмитрий Фёдорович                                                     | 17.11.1939                       | танкист           | командир взвода огнемётных танков 11-й лёгкой танковой бригады 1-й армейской группы | младший лейтенант                               | 14.01.1914 — 28.02.1973 | ——                              |
| 652   | Козло́в Ефим Михайлович                                                       | 07.04.1940                       | пехота            | командир взвода 359-го стрелкового полка 50-й стрелковой дивизии 13-й армии Северо-Западного фронта | младший лейтенант                               | 25.12.1914 — 27.02.1940 | [ БС 19 ] [ ГС 69 ] [ НЛ 60 ]   |
| 653   | Козло́в Иван Егорович                                                         | 24.12.1943                       | артиллерия        | командир дивизиона 59-го артиллерийского полка 30-й стрелковой дивизии 47-й армии Воронежского фронта | капитан                                         | 18.10.1913 — 08.07.1989 | [ БС 20 ] [ ГС 70 ] [ НЛ 61 ]   |
| 654   | Козло́в Иван Иванович                                                         | 24.03.1945                       | пехота            | помощник командира взвода 82-го стрелкового полка 33-й стрелковой дивизии 1-й ударной армии 2-го Прибалтийского фронта | старшина                                        | 1919 — 06.03.1945       | [ БС 21 ] [ ГС 71 ] [ НЛ 62 ]   |
| 655   | Козло́в Иван Семёнович                                                        | 31.05.1945                       | пехота            | командир 1040-го стрелкового полка 295-й стрелковой дивизии 5-й ударной армии 1-го Белорусского фронта | подполковник                                    | 02.11.1902 — 02.08.1982 | [ БС 21 ] [ ГС 72 ] [ НЛ 63 ]   |
| 656   | Козло́в Иосиф Дмитриевич укр. Козлов Йосип Дмитрович                          | 13.03.1944                       | авиация           | штурман 101-го авиационного полка 1-й авиационной дивизии Авиации дальнего действия СССР | майор                                           | 02.04.1912 — 25.05.1983 | [ БС 21 ] [ ГС 73 ] [ НЛ 64 ]   |
| 657   | Козло́в Михаил Васильевич                                                     | 22.07.1966                       | авиация           | лётчик-испытатель ОКБ А. Н. Туполева | полковник                                       | 05.11.1928 — 03.06.1973 | ——                              |
| 658   | Козло́в Михаил Данилович                                                      | 23.02.1948                       | авиация           | заместитель командира 15-го гвардейского бомбардировочного авиационного полка 14-й гвардейской бомбардировочной авиационной дивизии 18-й воздушной армии | гвардии майор                                   | 21.01.1915 — 19.11.1991 | [ БС 21 ] [ ГС 75 ] [ НЛ 65 ]   |
| 659   | Козло́в Михаил Фёдорович                                                      | 22.07.1944                       | пехота            | командир отделения 201-го гвардейского стрелкового полка 67-й гвардейской стрелковой дивизии 6-й гвардейской армии 1-го Прибалтийского фронта | гвардии старший сержант                         | 25.04.1922 — 29.06.1944 | [ БС 21 ] [ ГС 76 ] [ НЛ 66 ]   |
| 660   | Козло́в Никита Иванович                                                       | 20.12.1943                       | танкист           | командир башни танка 586-го танкового батальона 219-й танковой бригады 1-го механизированного корпуса 37-й армии Степного фронта | старший сержант                                 | 26.10.1911 — 03.05.1959 | [ БС 21 ] [ ГС 77 ] [ НЛ 67 ]   |
| 661   | Козло́в Николай Александрович                                                 | 10.04.1945                       | танкист           | командир танкового взвода 62-й гвардейской танковой бригады 10-го гвардейского танкового корпуса 4-й танковой армии 1-го Украинского фронта | гвардии младший лейтенант                       | 26.07.1913 — 01.11.1966 | [ БС 22 ] [ ГС 78 ] [ НЛ 68 ]   |
| 662   | Козло́в Николай Александрович                                                 | 14.02.1943                       | авиация           | командир эскадрильи 788-го истребительного авиационного полка 102-й истребительной авиационной дивизии ПВО страны | капитан                                         | 30.04.1917 — 11.07.2005 | [ БС 21 ] [ ГС 79 ] [ НЛ 69 ]   |
| 663   | Козло́в Николай Андреевич                                                     | 06.02.1942                       | пехота            | помощник начальника штаба 749-го стрелкового полка 125-й стрелковой дивизии 55-й армии Ленинградского фронта | лейтенант                                       | 12.10.1916 — 10.10.1943 | [ БС 23 ] [ ГС 80 ] [ НЛ 70 ]   |
| 664   | Козло́в Николай Васильевич                                                    | 17.10.1943                       | пехота            | стрелок 1031-го стрелкового полка 280-й стрелковой дивизии 60-й армии Центрального фронта | красноармеец                                    | 1925 — ноябрь 1943      | [ БС 23 ] [ ГС 81 ] [ НЛ 71 ]   |
| 665   | Козло́в Николай Михайлович                                                    | 10.03.1944                       | танкист           | командир танка Т-34 441-го танкового батальона 110-й танковой бригады 18-го танкового корпуса 5-й гвардейской танковой армии 2-го Украинского фронта | младший лейтенант                               | 12.12.1926 — 25.09.1983 | [ БС 23 ] [ ГС 82 ] [ НЛ 72 ]   |
| 666   | Козло́в Павел Никитович                                                       | 13.11.1943                       | артиллерия        | начальник штаба 576-го артиллерийского полка 167-й стрелковой дивизии 38-й армии Воронежского фронта | капитан                                         | 31.08.1914 — 25.01.1987 | [ БС 23 ] [ ГС 83 ] [ НЛ 73 ]   |
| 667   | Козло́в Пётр Алексеевич                                                       | 28.04.1943                       | танкист           | командир роты тяжёлых танков КВ отдельного гвардейского танкового полка прорыва Воронежского фронта | гвардии старший лейтенант                       | 1919 — 01.02.1943       | [ БС 23 ] [ ГС 84 ] [ НЛ 74 ]   |
| 668   | Козло́в Пётр Михайлович                                                       | 17.10.1943                       | генерал           | командир 77-го стрелкового корпуса 60-й армии Центрального фронта | генерал-майор                                   | 24.07.1893 — 17.04.1944 | [ БС 23 ] [ ГС 85 ] [ НЛ 75 ]   |
| 669   | Козло́в Сергей Павлович                                                       | 28.04.1980                       | десантники        | заместитель командира парашютно-десантной роты 1-го десантно-штурмового батальона 56-й отдельной гвардейской десантно-штурмовой бригады 40-й армии ограниченного контингента советских войск в Афганистане | гвардии старший лейтенант                       | 16.01.1952 — 25.04.1993 | ——                              |
| 670   | Козло́в Степан Игнатович                                                      | 23.10.1943                       | пехота            | автоматчик мотострелкового батальона 178-й танковой бригады 10-го танкового корпуса 40-й армии Воронежского фронта | красноармеец                                    | 1921 — 12.08.1945       | [ БС 24 ] [ ГС 87 ] [ НЛ 76 ]   |
| 671   | Козло́в Фёдор Андреевич                                                       | 24.03.1945                       | инженер           | командир 270-го инженерно-сапёрного батальона 64-й инженерно-сапёрной бригады 8-й армии 1-го Белорусского фронта | гвардии майор                                   | 19.02.1919 — 18.11.1971 | [ БС 25 ] [ ГС 88 ] [ НЛ 77 ]   |
| 672   | Козло́в Эвальд Григорьевич                                                    | 28.04.1980                       | КГБ               | офицер отряда специального назначения «Зенит» Первого Главного управления КГБ СССР | капитан 2-го ранга                              | род. 23.06.1938         | ——                              |
| 673   | Козло́вский Василий Иванович укр. Козловський Василь Іванович                 | 19.08.1944                       | авиация           | командир эскадрильи 810-го штурмового авиационного полка 225-й штурмовой авиационной дивизии 15-й воздушной армии 2-го Прибалтийского фронта | капитан                                         | 21.02.1920 — 04.01.1997 | [ БС 25 ] [ ГС 90 ] [ НЛ 78 ]   |
| 674   | Козло́вский Игнатий Игнатьевич бел. Казлоўскі Ігнат Ігнацьевіч                | 18.08.1945                       | авиация           | штурман 996-го штурмового авиационного полка 224-й штурмовой авиационной дивизии 8-й воздушной армии 4-го Украинского фронта | капитан                                         | 15.02.1917 — 09.06.1962 | [ БС 25 ] [ ГС 91 ] [ НЛ 79 ]   |
| 675   | Козло́вский Николай Кузьмич бел. Казлоўскі Мікалай Кузьміч                    | 03.06.1944                       | танкист           | командир танковой роты 59-й гвардейской танковой бригады 8-го гвардейского танкового корпуса 40-й армии Воронежского фронта | гвардии лейтенант                               | 15.12.1917 — 14.10.1943 | [ БС 25 ] [ ГС 92 ] [ НЛ 80 ]   |
| 676   | Козно́в Борис Ильич                                                           | 29.05.1945                       | генерал           | командир 18-й артиллерийской дивизии 3-го артиллерийского корпуса прорыва РГК в составе войск 1-го Белорусского фронта | генерал-майор                                   | 14.05.1906 — 15.03.1975 | [ БС 25 ] [ ГС 93 ] [ НЛ 81 ]   |
| 677   | Козома́зов Михаил Иванович                                                    | 18.11.1944                       | артиллерия        | командир пулемётного взвода 632-го зенитного артиллерийского полка 7-й зенитной артиллерийской дивизии РГК в составе 8-й армии Ленинградского фронта | старшина                                        | 11.09.1918 — 18.05.1983 | [ БС 25 ] [ ГС 94 ] [ НЛ 82 ]   |
| 678   | Козо́нов Сардион Давидович (Казанов Сардион Давидович) осет. Къозонты Сардион | 30.10.1943                       | пехота            | командир отделения 1281-го стрелкового полка 60-й стрелковой дивизии 65-й армии Центрального фронта | сержант                                         | 14.01.1911 — 17.12.1994 | [ БС 26 ] [ ГС 95 ] [ НЛ 83 ]   |
| 679   | Козоре́зов Андрей Акимович                                                    | 30.10.1943                       | артиллерия        | командир огневого взвода 63-го отдельного истребительно-противотанкового дивизиона 106-й стрелковой дивизии 65-й армии Центрального фронта | младший сержант                                 | 26.10.1918 — 11.07.1986 | [ БС 25 ] [ ГС 96 ] [ НЛ 84 ]   |
| 680   | Ко́зырев Павел Григорьевич                                                    | 25.10.1943                       | пехота            | командир батальона 748-го стрелкового полка 206-й стрелковой дивизии 47-й армии Воронежского фронта | капитан                                         | 15.05.1919 — 10.06.1991 | [ БС 27 ] [ ГС 97 ] [ НЛ 85 ]   |
| 681   | Ко́зырев Сергей Фёдорович                                                     | 23.10.1943                       | пехота            | командир пулемётного взвода 198-го гвардейского стрелкового полка 68-й гвардейской стрелковой дивизии 40-й армии Воронежского фронта | гвардии младший лейтенант                       | 23.07.1924 — 14.10.1943 | [ БС 27 ] [ ГС 98 ] [ НЛ 86 ]   |
| 682   | Ко́зырь Максим Евсеевич укр. Козир Максим Євсейович                           | 17.05.1944                       | генерал           | командир 232-й стрелковой дивизии 40-й армии 2-го Украинского фронта | гвардии генерал-майор                           | 12.05.1890 — 23.04.1945 | [ БС 27 ] [ ГС 99 ] [ НЛ 87 ]   |
| 683   | Козьми́н Иван Иванович                                                        | 21.05.1940                       | пехота            | командир батальона 420-го стрелкового полка 122-й стрелковой дивизии 9-й армии | капитан                                         | 1894 — 04.01.1940       | [ БС 27 ] [ ГС 100 ] [ НЛ 88 ]  |
| 684   | Козьяко́в Николай Дмитриевич                                                  | 10.01.1944                       | комиссар          | заместитель по политической части командира батальона 9-го гвардейского воздушно-десантного полка 4-й гвардейской воздушно-десантной дивизии 13-й армии Центрального фронта | гвардии капитан                                 | 23.03.1919 — 10.07.1943 | [ БС 27 ] [ ГС 101 ] [ НЛ 89 ]  |
| 685   | Козьяко́в Николай Ефимович                                                    | 19.08.1944                       | авиация           | штурман звена 10-го гвардейского авиационного полка 3-й гвардейской авиационной дивизии 3-го гвардейского авиационного корпуса Авиации дальнего действия СССР | гвардии капитан                                 | 15.07.1914 — 21.03.1977 | [ БС 27 ] [ ГС 102 ] [ НЛ 90 ]  |
| 686   | Козяре́нко Иван Васильевич укр. Козяренко Іван Васильович                     | 26.10.1943                       | артиллерия        | командир 115-го гвардейского армейского истребительно-противотанкового артиллерийского полка 7-й гвардейской армии Степного фронта | гвардии подполковник                            | 23.03.1906 — 20.04.1978 | [ БС 27 ] [ ГС 103 ] [ НЛ 91 ]  |
| 687   | Ко́йнаш Василий Васильевич укр. Койнаш Василь Васильович                      | 21.03.1940                       | комиссар          | военный комиссар эскадрильи 50-го скоростного бомбардировочного авиационного полка 18-й авиационной бригады ВВС 7-й армии Северо-Западного фронта | старший политрук                                | 18.01.1911 — 01.03.1940 | [ БС 28 ] [ ГС 104 ] [ НЛ 92 ]  |
| 688   | Коккина́ки Владимир Константинович                                            | 17.07.1938 17.09.1957            | авиация генерал   | старший лётчик-испытатель ОКБ С. В. Ильюшина | — генерал-майор                                 | 25.06.1904 — 07.01.1985 | ——                              |
| 689   | Коккина́ки Константин Константинович                                          | 21.08.1964                       | авиация           | лётчик-испытатель ОКБ А. И. Микояна | —                                               | 11.03.1910 — 04.03.1990 | ——                              |
| 690   | Коко́ра Семён Васильевич                                                      | 10.04.1945                       | артиллерия        | командир батареи 370-го отдельного истребительно-противотанкового артиллерийского дивизиона 286-й стрелковой дивизии 59-й армии 1-го Украинского фронта | старший лейтенант                               | 15.08.1920 — 16.03.1955 | [ БС 29 ] [ ГС 107 ] [ НЛ 93 ]  |
| 691   | Ко́корев Павел Андреевич                                                      | 01.11.1943                       | артиллерия        | командир орудия 1428-го стрелкового полка 315-й стрелковой дивизии 51-й армии Южного фронта | сержант                                         | 13.07.1921 — 25.04.1986 | [ БС 29 ] [ ГС 108 ] [ НЛ 94 ]  |
| 692   | Коко́рин Анатолий Александрович                                               | 26.08.1941                       | медики            | санитарный инструктор 14-го мотострелкового полка 21-й мотострелковой дивизии войск НКВД Северного фронта | красноармеец                                    | 31.01.1921 — 04.08.1941 | ——                              |
| 693   | Коко́рин Анатолий Михайлович                                                  | 17.11.1943                       | пехота            | командир стрелкового взвода 1339-го горно-стрелкового полка 318-й горнострелковой дивизии 18-й армии Северо-Кавказского фронта | младший лейтенант                               | 1921 — 17.11.1943       | [ БС 29 ] [ ГС 110 ] [ НЛ 95 ]  |
| 694   | Коко́рин Фёдор Савинович                                                      | 16.10.1943                       | пехота            | командир роты 4-го гвардейского стрелкового полка 6-й гвардейской стрелковой дивизии 60-й армии Центрального фронта | гвардии лейтенант                               | 20.12.1918 — 10.11.1997 | [ БС 30 ] [ ГС 111 ] [ НЛ 96 ]  |
| 695   | Кокоске́рия Ясон Басятович абх. Кокосқериа Иасон Басиаҭ-иҧа                   | 24.03.1945                       | связисты          | линейный надсмотрщик 276-й отдельной кабельно-шестовой роты 46-й армии 2-го Украинского фронта | ефрейтор                                        | 06.07.1914 — 29.04.1988 | [ БС 30 ] [ ГС 112 ] [ НЛ 97 ]  |
| 696   | Коку́шкин Олег Иоильевич                                                      | 17.10.1943                       | десантники        | командир 8-го гвардейского воздушно-десантного полка 3-й гвардейской воздушно-десантной дивизии 60-й армии Центрального фронта | гвардии подполковник                            | 08.05.1910 — 14.09.1943 | [ БС 30 ] [ ГС 113 ] [ НЛ 98 ]  |
| 697   | Кокша́ров Иван Иванович                                                       | 19.04.1945                       | пехота            | пулемётчик 801-го стрелкового полка 235-й стрелковой дивизии 43-й армии 3-го Белорусского фронта | старший сержант                                 | 06.09.1919 — 04.07.2004 | [ БС 30 ] [ ГС 114 ] [ НЛ 99 ]  |
| 698   | Колбаса́ Михаил Ефремович                                                     | 10.04.1945                       | пехота            | командир отделения 25-го гвардейского стрелкового полка 6-й гвардейской стрелковой дивизии 13-й армии 1-го Украинского фронта | гвардии сержант                                 | 1908 — 16.04.1945       | [ БС 30 ] [ ГС 115 ] [ НЛ 100 ] |
| 699   | Колба́сов Николай Илларионович                                                | 22.02.1944                       | артиллерия        | командир огневого взвода 199-го гвардейского артиллерийского полка 94-й гвардейской стрелковой дивизии 69-й армии Степного фронта | младший лейтенант                               | 21.12.1911 — 21.09.1943 | [ БС 30 ] [ ГС 116 ] [ НЛ 101 ] |
| 700   | Колбе́ев Александр Никитич                                                    | 26.10.1944                       | авиация           | командир эскадрильи 190-го штурмового авиационного полка 214-й штурмовой авиационной дивизии 15-й воздушной армии 2-го Прибалтийского фронта | майор                                           | 20.06.1915 — 16.03.2008 | [ БС 30 ] [ ГС 117 ] [ НЛ 102 ] |
| 701   | Ко́лбнев Василий Фёдорович                                                    | 31.05.1945                       | артиллерия        | командир взвода 18-го гвардейского отдельного дивизиона ПВО 14-й гвардейской кавалерийской дивизии 7-го гвардейского кавалерийского корпуса 61-й армии 1-го Белорусского фронта | гвардии старший лейтенант                       | 24.02.1906 — 18.02.1945 | [ БС 31 ] [ ГС 118 ] [ НЛ 103 ] |
| 702   | Колбуно́в Владимир Акимович                                                   | 15.01.1944                       | пехота            | командир отделения взвода пешей разведки 467-го стрелкового полка 81-й стрелковой дивизии 61-й армии Центрального фронта | сержант                                         | 27.07.1911 — 06.10.1998 | [ БС 32 ] [ ГС 119 ] [ НЛ 104 ] |
| 703   | Колду́бов Михаил Ильич                                                        | 29.06.1945                       | генерал           | командир 128-й гвардейской горнострелковой дивизии 3-го горнострелкового корпуса 60-й армии 4-го Украинского фронта | гвардии генерал-майор                           | 08.11.1898 — 10.01.1967 | [ БС 32 ] [ ГС 120 ] [ НЛ 105 ] |

| Навигационная таблица | Навигационная таблица                |
| --------------------- | ------------------------------------ |
| «К»                   | Кабак Николай — Калинин Николай      |
| «К»                   | Калинин Степан — Кармацкий Владимир  |
| «К»                   | Кармацкий Тимофей — Кживонь Анеля    |
| «К»                   | Киба Григорий — Клевцов Сергей       |
| «К»                   | Клейбус Фёдор — Коваленко Сергей     |
| «К»                   | Коваленко Юрий — Колдубов Михаил     |
| «К»                   | Колдунов Александр — Компанеец Фёдор |
| «К»                   | Компаниец Алексей — Копытин Михаил   |
| «К»                   | Копытов Михаил — Корчагин Лев        |
| «К»                   | Корчак Иосиф — Котов Николай         |
| «К»                   | Котов Сергей — Краснов Анатолий      |
| «К»                   | Краснов Виктор — Крюков Василий      |
| «К»                   | Крюков Владимир — Кузнецов Николай   |
| «К»                   | Кузнецов Павел — Кунавин Григорий    |
| «К»                   | Кунгурцев Евгений — Кянжин Пантелей  |